# Fred Hoyle
Sir Fred Hoyle, cavaliere OBE (Bingley, 24 giugno 1915 – Bournemouth, 20 agosto 2001), è stato un fisico, matematico, astronomo e scrittore britannico, noto al grande pubblico soprattutto per le sue argomentazioni non convenzionali e per svariate teorie non ortodosse entro la comunità scientifica, nonché per essere il padre della moderna teoria universalmente accettata della nucleosintesi stellare.
I suoi numerosi contributi scientifici vanno dalla spiegazione della genesi degli elementi "pesanti" nelle reazioni termonucleari stellari a quella della frammentazione del gas in stelle, ma egli è noto soprattutto come sostenitore della teoria cosmologica dello stato stazionario e dell'ipotesi della panspermia.
Hoyle fu colui che coniò, in senso polemico, il termine Big Bang: fu difatti un critico del modello cosmologico maggioritario (seppur non dell'espansione metrica dello spazio né della legge di Hubble come invece fu Halton Arp) che considerava alla stregua di creazionismo religioso mascherato, ma le sue ipotesi scientifiche furono relegate tra la cosmologia non standard a partire dagli anni '90.
Fred Hoyle fu anche un autore di fantascienza e conduttore di programmi di divulgazione scientifica di successo.

## Attività scientifica

### La controversia cosmologica
(Fred Hoyle)
Per quanto i suoi contributi scientifici vadano ben al di là di essa, Hoyle è noto soprattutto per essere stato il campione della teoria cosmologica dello stato stazionario, che per oltre 20 anni costituì una valida alternativa a quella che è oggi nota come teoria del Big Bang (un termine coniato dallo stesso Hoyle, in senso polemico). Hoyle ammoniva esplicitamente infatti che il Big Bang veniva sostenuto come un dogma “causa prima” in linea con la teologia occidentale piuttosto che con la scienza. Per attaccare questa relazione, Hoyle diede il via a una campagna pubblica per screditare e liquidare la teoria: il termine "Big Bang" fu coniato da appunto da Hoyle nel 1949, in senso dispregiativo, riferendosi ad esso come "questa idea del grosso botto" durante una trasmissione radiofonica della BBC Radio del marzo 1949. 
Nota fu in questo periodo l'accesa rivalità anche mediatica con Martin Ryle, astronomo che si occupava, per la stessa università di Cambridge, della ricerca delle radiosorgenti, e sostenitore del Big Bang.

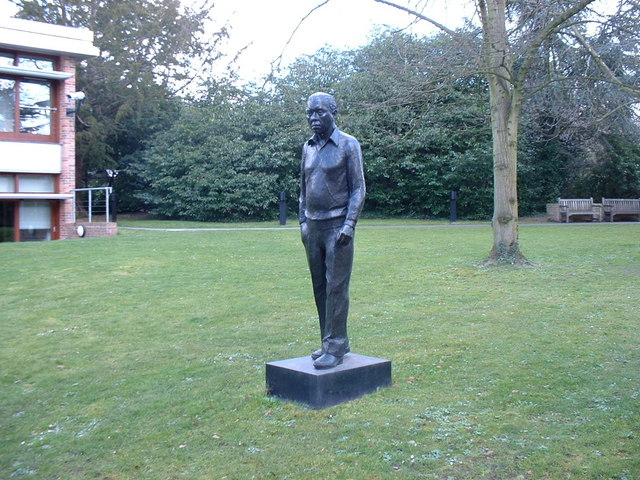
Statua di Fred Hoyle all'Institute of Astronomy di Cambridge

Oltre che uno dei sostenitori più accesi del modello stazionario, Hoyle era un materialista impegnato, e riteneva che il modello rivale fosse una forzatura in quanto violava i principi filosofici fondamentali sulla natura infinita dell'esistenza; pensava che quello che divenne poi il modello standard della cosmologia, basato sul Big Bang, violasse una legge considerata inviolabile nel mondo naturale, quella di Lavoisier sulla massa, postulando in alcune formulazioni la nascita di materia dal nulla. 
Hoyle si descriveva come ateo o agnostico e sosteneva che il Big Bang era passibile di strumentalizzazione. Il modello stazionario riscontrò infatti un notevole successo negli anni '50.
Una ragione fu forse l'istintiva reazione di diversi scienziati al presunto tentativo di strumentalizzazione (così era percepito ad esempio da Stephen Hawking, che fino agli anni '70 ancora sosteneva una possibile plausibilità della teoria stazionaria o dell'universo statico, grazie al credito che godeva anche l'ipotesi della luce stanca di Fritz Zwicky riguardo allo spostamento verso il rosso) delle loro scoperte portato avanti dalla Chiesa cattolica, che volle vedere nella teoria del Big Bang una dimostrazione "scientifica" della creazione descritta dalla Bibbia e dell'esistenza di Dio. Questa idea di uso religioso del Big Bang era assai diffusa nel mondo accademico anglosassone ed Hoyle ne era uno dei più forti propositori. Il primo propositore del Big Bang era stato infatti Georges Lemaître, fisico e sacerdote cattolico belga nel 1927. Negli anni venti e trenta quasi tutti i maggiori cosmologi preferivano un universo eterno, e molti obiettarono che l'origine del tempo implicita nel Big Bang introduceva concetti religiosi all'interno della fisica; questa obiezione fu più tardi ripresa dai sostenitori della teoria dello stato stazionario. Lo stesso papa Pio XII, quando fu pubblicata la teoria, la "approvò" con un commento teologico informale, nel 1951, improntato sull'Ex nihilo nihil fit cosmologico, ossia l'approccio filosofico respinto da Hoyle, che paragonava il Big Bang al Fiat lux biblico. Tuttavia, gli approcci di una qualsivoglia fede spirituale o - in termini filosofici - trascendenza - su tale teoria, possono essere molto aperti, e di vario tipo. Molti scienziati successivi, tra cui moltissimi non credenti come Roger Penrose e il citato Hawking, accettarono infatti il Big Bang senza dover negare la legge di Lavoisier né il primato della scienza sulla religione nella conoscenza della cosmologia, elaborando ad esempio il modello ciclico, la teoria del multiverso e la cosmologia quantistica, in quanto, come affermato da Jim Peebles, "il Big Bang descrive come il nostro universo evolve non come iniziò", ossia ne descrive un'espansione inizialmente calda e un progressivo raffreddamento, e non un "emergere dal nulla" tramite un'esplosione (termini usati solo a livello di divulgazione scientifica popolare onde semplificare la comprensione dei fatti).
Hoyle scelse tuttavia di opporsi anche alla scientificità del Big Bang stesso, non ritenendo possibile che tutta la materia ed energia fossero uscite (o fossero state concentrate) da un punto di densità, gravità e parametri infiniti (singolarità gravitazionale), né accettando che lo spaziotempo fosse limitato nel passato. Inoltre egli riteneva le prove osservative compresa la radiazione cosmica di fondo, prevista dalla teoria e rilevata casualmente negli anni '60, come non univoche come evidenza finale del Big Bang (proponendone diverse spiegazioni), cosa che determinò un volontario e graduale isolamento dello scienziato britannico e dei suoi collaboratori e sostenitori (Geoffrey e Margaret Burbidge, Halton Arp, Jayant V. Narlikar...) dalla comunità scientifica maggioritaria, pur mantenendo amicizie anche con noti scienziati fuori dagli schemi come il fisico quantistico e premio Nobel Richard Feynman.

#### L'elaborazione della teoria dello stato stazionario
La citata teoria dello stato stazionario rappresenta il più famoso dei lavori di Hoyle, sebbene poi divenuta obsoleta.
L'ingresso di Hoyle nella controversia cosmologica si ebbe nel 1948: per quanto condividesse l'interpretazione della cosiddetta legge di Hubble in termini di espansione dell'universo, Hoyle non riteneva che ciò dovesse necessariamente portare, procedendo a ritroso nel tempo, ad una condizione di densità e temperatura infinita (ovvero al Big Bang):  propose quindi una teoria che, per quanto basata sulla relatività generale, inseriva nelle equazioni di Albert Einstein un termine contenente un campo di forza ad energia a pressione negativa (C-field, creation field, campo di creazione) che legava l'espansione dell'universo alla creazione di nuova materia. C'è chi sostiene che la teoria del campo-C sia un precedente per l'idea dell'inflatone. Questa possibilità di creazione continua della materia, senza inserire peraltro teorie quantistiche, venne considerata da Hoyle come non contraria alla legge di Lavoisier per la bassa massa "creata" e
(F. Hoyle 1948 Monthly Notices of the Royal Astronomical Society 108, 372)
Il modello teorico di universo che ne scaturì è detto appunto dello stato stazionario (ma anche della creazione continua) e trovò riscontro nel lavoro pressoché contemporaneo di due colleghi di Fred Hoyle, Hermann Bondi e Thomas Gold, i quali seguendo un approccio diverso, puramente deduttivo e basato sul principio cosmologico perfetto (il principio cosmologico comunemente assunto in cosmologia afferma che se si considerano scale sufficientemente ampie non esistono luoghi privilegiati rispetto ad altri; il principio cosmologico perfetto aggiunge che non esiste neppure un'epoca privilegiata rispetto alle altre, il che implica che l'universo sia eterno) arrivarono a conclusioni molto simili.

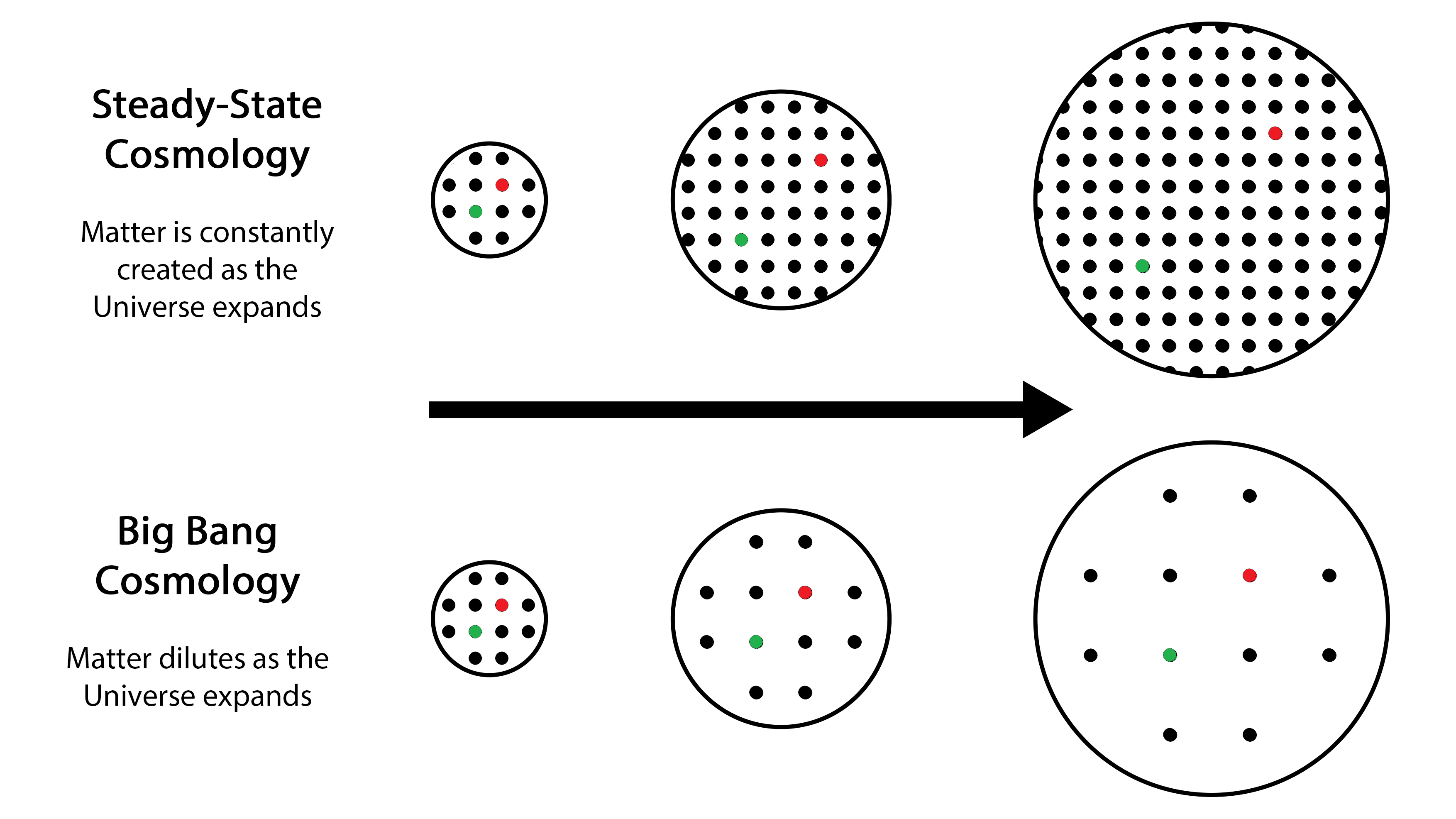
Differenze tra il Big Bang e lo stato stazionario

Il tasso di produzione di materia richiesto dalla teoria della creazione continua (circa un atomo di idrogeno per chilometro cubo ogni anno) è così basso da essere del tutto inosservabile, per cui la mancata osservazione diretta della creazione di materia non è sufficiente a falsificarla, pur rendendo però la teoria anche di difficile dimostrazione. In seguito, armonizzando lo stato stazionario ai principi della meccanica quantistica - ad esempio quello che postula la produzione di coppie di particelle virtuali di materia-antimateria che si verifica per le fluttuazioni quantistiche nel vuoto (a scala subatomica la legge di Lavoisier può essere ampiamente violata), l'idrogeno fu sostituito, nella teoria presentata nel 1993, con le particelle di Planck.
Queste sarebbero delle particelle elementari ipotetiche, che sarebbero prodotte nei nuclei galattici attivi, come i quasar o ipotetici buchi bianchi, e avrebbero dimensioni molto piccole (vicine alla lunghezza di Planck) pari a 10−33 cm, e una massa pari a 10−5 g; decadendo in modo esplosivo in tempi di 10−43 s, genererebbero le particelle elementari conosciute. In alternativa la particella di Planck è descritta anche come poter essere un ipotetico buco nero il cui raggio di Schwarzschild è approssimativamente uguale alla sua lunghezza d'onda di Compton; l'evaporazione di una tale particella secondo la teoria della radiazione di Hawking è stata invocata come fonte di elementi di luce (quindi di fotoni) in un universo stazionario in espansione.
Dopo alcuni decenni di dibattito acceso, nei primi anni settanta la teoria dello stato stazionario fu abbandonata praticamente da tutti (con l'eccezione di Hoyle e pochi seguaci, che nel 1993 tornarono a proporre il cosiddetto stato quasi stazionario) in seguito alla scoperta della radiazione cosmica di fondo e ad altri risultati che mostravano una variazione della densità spaziale dei quasar in funzione della distanza (per quanto meno nota, quest'ultima è ora considerata la più importante delle due prove che confutano la teoria di Hoyle). La teoria di Hoyle venne ripresa da altri scienziati come Jayant V. Narlikar, Halton Arp, ecc.. Narlikar elaborò una teoria della massa basata sul principio di Mach) per spiegare lo spostamento verso il rosso (redshift) non come derivato dalla distanza bensì dalla vecchiaia dell'oggetto, e una teoria alternativa sulla radiazione di fondo (i cosiddetti cosmic iron whiskers, "baffi di ferro cosmico", micro-aghi di ferro, mai osservati, presumibilmente espulsi dalle supernove nel mezzo interstellare e che causerebbero una termalizzazione dello sfondo su tempi molto lunghi); Hoyle diede comunque un importante contributo al modello standard della cosmologia con cui, con la citata teoria dello stato quasi stazionario, tenta una conciliazione attraverso una sorta di modello ciclico comprendente dei "piccoli Big Bang" locali, o piccoli bang ("little bangs"), i quali spiegherebbero i redshift cosmologici, che coesisterebbero coi redshift "intrinseci". Con la scoperta della massa mancante e dell'universo in accelerazione, non previsto dal Big Bang, sia la teoria standard che lo stato stazionario dovettero essere matematicamente adattati alle osservazioni, ad esempio con l'introduzione di materia oscura ed energia oscura.

### La nucleosintesi stellare
Contemporaneamente allo stato stazionario, Hoyle si dedicò agli studi sulla nucleosintesi stellare, il suo contributo più importante alla cosmologia.
Il modo di procedere singolare ed acuto di Hoyle nel campo della scienza è ben illustrato dall'esempio di uno dei suoi primi articoli scientifici, basato su un uso peculiare del principio antropico: mentre cercava di definire le reazioni nucleari coinvolte nella nucleosintesi stellare, Hoyle osservò che una particolare reazione, la formazione del carbonio a partire da 3 nuclei di elio, poteva essere efficiente solo se il nucleo del carbonio fosse stato caratterizzato da livelli energetici estremamente specifici. 
Poiché il carbonio (che è necessario per la formazione di tutte le molecole organiche, e quindi per la vita) è un elemento piuttosto abbondante nell'universo, la reazione (processo tre alfa) deve essere efficiente, per cui Hoyle predisse su questa base l'esistenza di alcuni livelli energetici del nucleo di carbonio, che furono confermati sperimentalmente solo più tardi dall'équipe del fisico statunitense William Fowler.
A partire dal 1946 (quando pubblicò un articolo su La Sintesi degli elementi a partire dall'Idrogeno) Hoyle lavorò allo studio della formazione degli elementi attraverso reazioni nucleari nei nuclei delle stelle. In particolare, negli anni cinquanta egli produsse diversi lavori al riguardo, in collaborazione con il fisico W.A. Fowler (che nel 1983 vinse un Premio Nobel per ricerche correlate a queste) e con gli astronomi Geoffrey e Margaret Burbidge. Nel 1957 essi pubblicarono un lavoro intitolato La sintesi degli elementi nelle stelle - I (dove il I si riferisce ad una seconda parte che non fu mai pubblicata).

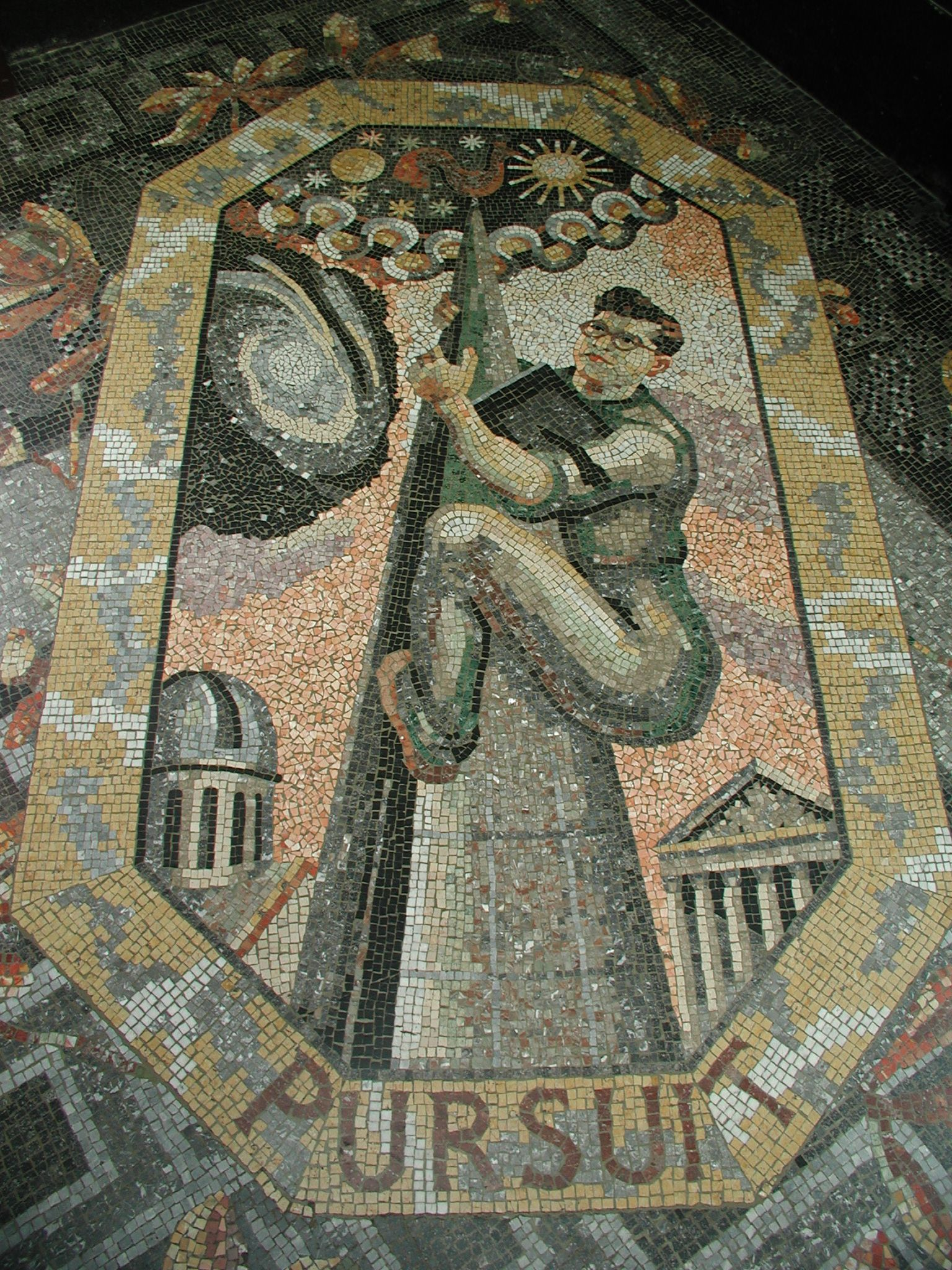
Mosaico di Boris Anrep raffigurante Fred Hoyle che scala una guglia verso le stelle, con un libro sottobraccio.

Questa teoria fu decisamente più fortunata di quella dello stato stazionario: con l'importante eccezione dell'elio e di pochi altri elementi leggeri (le cui abbondanze sono spiegabili solo facendo ricorso alla nucleosintesi primordiale, ovvero all'ipotesi che siano stati sintetizzati in un'epoca molto prossima al Big Bang) si ritiene che la teoria di Hoyle secondo la quale gli elementi "pesanti" sono le "ceneri" di combustioni nucleari avvenute nelle stelle sia sostanzialmente corretta.

### Altre attività
A seguito delle sue attività, nel 1957 divenne membro (Fellow) della Royal Society.
Nel 1967 Hoyle fondò il dipartimento di Astronomia Teorica dell'Università di Cambridge, di cui divenne direttore. Nel 1972 fu nominato cavaliere; tuttavia nello stesso anno egli lasciò Cambridge, anche per via del crescente sostegno che il Big Bang stava ottenendo nell'ambiente astronomico inglese.

### Altre controversie scientifiche

#### Panspermia
La mente fervida di Hoyle lo portò spesso a ideare e a sostenere posizioni controverse. Uno dei principali esempi è il suo coinvolgimento nel campo della biologia con l'ipotesi della Panspermia secondo cui la vita è un fenomeno cosmico globale. Infatti Hoyle, assieme a Chandra Wickramasinghe, propose la teoria che la vita si sia evoluta nello spazio, diffondendosi nell'universo, e che questa sia l'origine della vita sulla Terra. Inoltre l'evoluzione sarebbe sospinta da un lento ma continuo afflusso di virus dallo spazio, trasportati da comete assieme all'acqua e alle molecole biologiche (affermò un'origine extraterrestre - nel senso di provenienza dei virus dallo spazio - anche per l'AIDS e le pandemie influenzali). Egli sosteneva inoltre che tutto il cosmo fosse ricco di virus e batteri, e pieno di vita anche nel mezzo interstellare. Per quanto scarsamente accreditata (i suoi riscontri sperimentali sono a tutt'oggi quasi inesistenti), questa teoria ha sicuramente avuto una ricaduta scientifica positiva, spingendo ad esempio alla ricerca (ed alla scoperta) di numerose specie organiche in ambienti astronomici come le comete o le nubi molecolari.

#### Evoluzionismo e premi Nobel
Fra le altre controversie cui Hoyle prese parte, le più famose sono legate ai suoi dubbi sull'autenticità di un fondamentale fossile di archaeopteryx e la sua condanna per l'assegnazione del Premio Nobel per la Fisica 1974 ai soli Antony Hewish e al vecchio rivale Ryle, e non a Jocelyn Bell, che pure aveva avuto un ruolo fondamentale nella scoperta (la prima pulsar) per cui Hewish venne premiato. Secondo alcuni questa critica costò il Nobel a Hoyle, che gli sarebbe stato assegnato per le sue ipotesi sulla nucleosintesi stellare.
La sua idea della panspermia, oggi condivisa da altri, lo avrebbe fatto includere - probabilmente a torto e a causa della sua teoria dell'intelligenza universale - nei critici dell'evoluzionismo classico darwiniano; alcuni lo descrissero come un creazionista non religioso, etichetta da lui respinta, un antievoluzionista o un sostenitore di un qualche disegno intelligente. Egli in realtà criticò sempre i creazionisti e l'evoluzionismo teista. La critica di Hoyle più che al darwinismo era incentrata su aspetti che giudicava carenti della sintesi moderna dell'evoluzione.

### Attività letterarie e di divulgazione scientifica
Negli anni cinquanta Hoyle tenne una serie di trasmissioni radiofoniche alla BBC, che furono raccolte nel libro La natura dell'Universo (The Nature of the Universe) e poi scrisse diversi altri libri di divulgazione scientifica.
Col declino della sua teoria cosmologica, Hoyle dedicò anche gran parte del proprio tempo all'attività letteraria. Scrisse diversi libri di fantascienza. Il più importante è probabilmente La nuvola nera (The Black Cloud, 1957), in cui si ipotizza che le più intelligenti forme di vita dell'universo abbiano la forma di nubi di gas interstellare, che si sorprendono del fatto che la vita intelligente possa svilupparsi anche su dei pianeti.
Un altro dei suoi romanzi, A come Andromeda, basato su uno sceneggiato televisivo britannico della BBC, con sceneggiatura scritta da Hoyle con John Elliot, fu a sua volta trasposto in un omonimo sceneggiato televisivo italiano.

## Riconoscimenti
Nel 1960 gli fu assegnata la Medaglia Rittenhouse.
Nel 1970 gli fu assegnata la Medaglia Bruce.
Nel 1971 gli fu assegnato l'Henry Norris Russell Lectureship.
Nel 1974 gli fu assegnata la Medaglia Royal.
Nel 1977 gli fu assegnato il Premio Klumpke-Roberts.
Nel 1994, insieme a Martin Schwarzschild, gli fu assegnato il Premio Balzan per l'astrofisica (evoluzione delle stelle).
Nel 1996 gli fu assegnato il Annenberg Foundation Prize.
Nel 1997 l'Accademia Reale Svedese delle Scienze gli assegnò il Premio Crafoord.
L'asteroide 8077 Hoyle è stato così chiamato in suo onore.
Nel 2008 lo IOP (Institute of Physics) ha istituito in suo onore la Medaglia Hoyle.

## Opere

### Saggistica
- The Nature of the Universe - a series of broadcast lectures, Basil Blackwell, Oxford 1950 (primo utilizzo dell'espressione "big bang")
- Frontiers of Astronomy, Heinemann Education Books Limited, London, 1955; HarperCollins, ISBN 0-06-002760-6 ISBN 978-0060027605
- Burbidge, E.M., Burbidge, G.R., Fowler, W.A. and Hoyle, F., Synthesis of the Elements in Stars, Revs. Mod. Physics 29:547–650, 1957
- Astronomy, A history of man's investigation of the universe, Crescent Books, Inc., London 1962 LC 62-14108
- Galaxies, Nuclei, and Quasars, Harper & Row, Publishers, New York, 1965 LC-65-20996
- Nicolaus Copernicus, Heinemann Educational Books Ltd., London, p. 78, 1973
- Astronomy and Cosmology: A Modern Course, 1975, ISBN 0-7167-0351-3
- Energy or Extinction? The case for nuclear energy, 1977, Heinemann Educational Books Limited, ISBN 0-435-54430-6.
- Ten Faces of the Universe, 1977, W. H. Freeman and Company (San Francisco), ISBN 0-7167-0384-X, ISBN 0-7167-0383-1
- On Stonehenge, 1977, W. H. Freeman and Company (San Francisco), ISBN 0-7167-0364-5, ISBN 0-7167-0363-7 pbk.
- Lifecloud - The Origin of Life in the Universe, Hoyle, F. and Wickramasinghe C., J. M. Dent and Sons, 1978. ISBN 0-460-04335-8
- Commonsense in Nuclear Energy, Fred Hoyle and Geoffrey Hoyle, 1980, Heinemann Educational Books Ltd., ISBN 0-435-54432-2
- The big bang in astronomy, New Scientist 92(1280):527, 19 November 1981.
- Ice, the Ultimate Human Catastrophe,1981, ISBN 0-8264-0064-7[18]Edizione italiana: Ghiacci: è inevitabile la prossima glaciazione?, Milano, ETAS libri, 1982.
- L'universo intelligente (The Intelligent Universe, 1983)
- From Grains to Bacteria, Hoyle, F. e Wickramasinghe N.C., University College Cardiff Press, ISBN 0-906449-64-2, 1984
- Evolution from space (the Omni lecture) and other papers on the origin of life 1982, ISBN 0-89490-083-8
- Evolution from Space: A Theory of Cosmic Creationism, 1984, ISBN 0-671-49263-2
- Viruses from Space, 1986, ISBN 0906449936
- Con Jayant Narlikar e Chandra Wickramasinghe, The extragalactic universe: an alternative view, Nature 346:807–812, 30 agosto 1990.
- L'origine dell'universo e l'origine della religione (The Origin of the Universe and the Origin of Religion, 1993, ISBN 1-55921-083-4[19])
- Home Is Where the Wind Blows: Chapters from a Cosmologist's Life, Oxford University Press 1994, ISBN 0-19-850060-2 (autobiografia)
- Mathematics of Evolution (1987), University College Cardiff Press (1999), Acorn Enterprises LLC., ISBN 0-9669934-0-3
- Con G. Burbridge e Narlikar J. V., A Different Approach to Cosmology, Cambridge University Press 2000, ISBN 0-521-66223-0

### Fantascienza
- La nuvola nera (The Black Cloud, 1957)
- Il viaggio di Ossian (Ossian's Ride, 1959), pubblicato anche come Il segreto dei cervelli di Caragh
- A come Andromeda (A For Andromeda, 1962; in collaborazione con John Elliot)
- Quinto pianeta (Fifth Planet, 1963; con Geoffrey Hoyle)
- L'insidia di Andromeda (Andromeda Breakthrough, 1964; in collaborazione con John Elliot; seguito di A come Andromeda)
- Il primo ottobre è troppo tardi (October The First Is Too Late, 1966)
- Element 79, 1967 (antologia; comprende anche alcuni racconti fantasy)
- Missili sull'Orsa Maggiore (Rockets In Ursa Maior, 1969; con Geoffrey Hoyle)
- Sette passi verso il Sole (Seven Steps To The Sun, 1970; con Geoffrey Hoyle)
- Inferno (The Inferno, 1974; con Geoffrey Hoyle)
- The Molecule Men and the Monster of Loch Ness, 1973 (con Geoffrey Hoyle)
- Nello spazio profondo (Into The Deepest Space, 1974; con Geoffrey Hoyle; seguito di Missili sull'Orsa Maggiore)
- The Incandescent Ones, 1977 (con Geoffrey Hoyle)
- The Westminster Disaster (1978; con Geoffrey Hoyle), SBN 0060120096
- La voce della cometa (Comet Halley, 1985)
- The Frozen Planet of Azuron, 1982 (con Geoffrey Hoyle; libro per ragazzi)
- The Energy Pirate, 1982 (con Geoffrey Hoyle; libro per ragazzi)
- The Planet of Death, 1982 (con Geoffrey Hoyle; libro per ragazzi)
- The Giants of Universal Park, 1982 (con Geoffrey Hoyle; libro per ragazzi)